# Bruno Marnet
Bruno Marnet foi um cantor e compositor de música popular brasileira.

## Discografia
- ”Dá-me um beijo”
- ”O samba do Genaro”
- ”Carina”